# Cumberlandita
La cumberlandita es la roca estatal de Rhode Island y un tipo específico de roca plutónica llamada troctolita melanocrática o melatroctolita. Se puede encontrar en un 4 acres (0 km²)   lote en Blackstone Valley, Cumberland en Iron Mine Hill en Franklin Quadrangle, justo al este de Woonsocket. Se pueden encontrar más rastros esparcidos por toda la cuenca de la Bahía de Narragansett hasta Martha's Vineyard. La cumberlandita no es exclusiva de Rhode Island, sino que también se encuentra en Taberg, Suecia. Debido a sus altas cantidades de hierro, es ligeramente ferrimagnético.

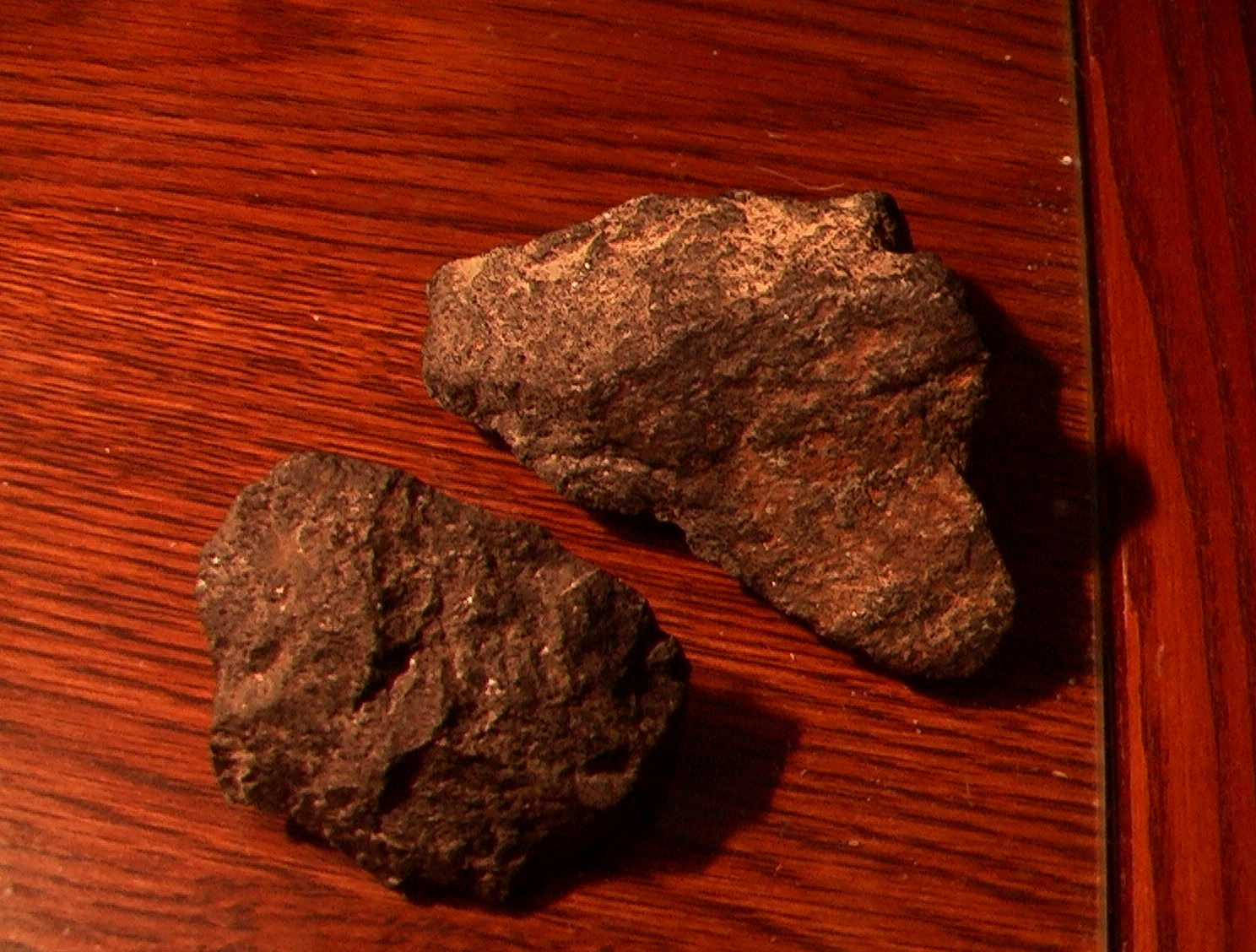
Dos piezas de Cumberlandita

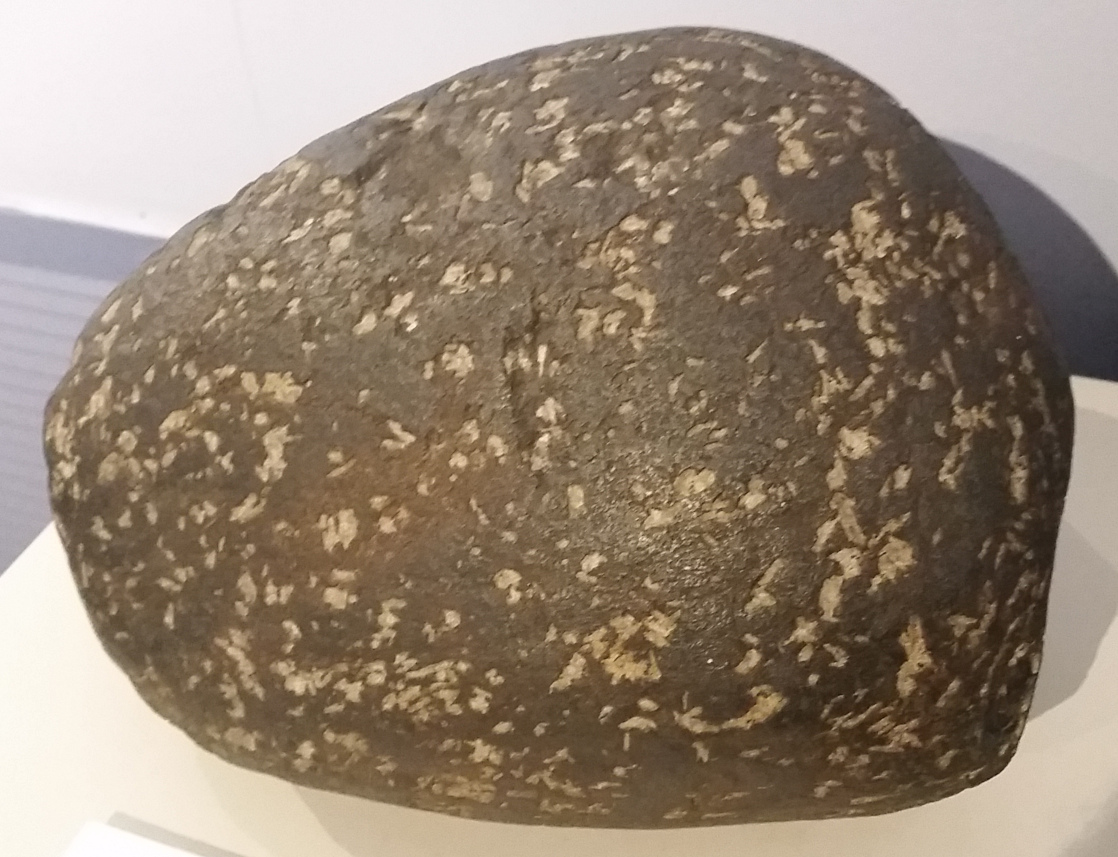
Ejemplar en exhibición en el Planetario y Museo de Historia Natural del Parque Roger Williams. La muestra mide aproximadamente 1 pie (30 cm) de ancho.

## Fondo
La cumberlandita se considera sagrada para la tribu Nipmuc.En particular, durante los siglos XVIII y XIX, los colonos coloniales reconocieron su valor como mineral. Los registros históricos revelan que ya en 1703 se fundía y luego se empleaba en la forja de cañones durante acontecimientos importantes como el asedio de Louisbourg en 1745 y muy posiblemente la Guerra Revolucionaria.
La cumberlandita se erosiona hasta alcanzar un color negro pardusco con cristales blancos y tiene clorita y sausurita secundarias. Se encuentra predominantemente en depósitos glaciares que se extienden desde el sur de su origen hasta las costas del sur de Narragansett. A diferencia de otras rocas en los depósitos glaciares de Rhode Island, la cumberlandita es más densa que los granitos comunes o las rocas metamórficas. Su origen único, apariencia distintiva y facilidad de identificación contribuyeron a su selección como roca del estado de Rhode Island.

## Petrología
La cumberlandita es una roca ígnea máfica poco común conocida como troctolita melanocrática, o según la clasificación IUGS, melatroctolita magnetita titanífera.
La geoquímica de la roca a granel muestra el siguiente análisis con trazas de Pb:
| Óxido   | Peso % |
| ------- | ------ |
| SiO2    | 22.35  |
| TiO2    | 9,75   |
| Al2O3   | 5.26   |
| MgO     | 16.10  |
| Fe2O3   | 14.05  |
| FeO     | 28,84  |
| MnO     | 0,43   |
| CaO     | 1.17   |
| Na2O    | 0,44   |
| K2O     | 0,10   |
| P2O5    | 0,02   |
| V2O3    | 0,18   |
| S       | 0,38   |
| Zn      | 0,71   |
| Cu      | 0,08   |
| CO y Ni | 0,08   |
| H2O     | 0,42   |
| CO2     | 0,02   |
| Suma    | 100.38 |

Los troctolitos son gabros inusuales ricos en olivino y pobres en piroxeno, comunes en intrusiones máficas en capas que se cree que se formaron como acumulaciones en una cámara de magma. La cumberlandita tiene fenocristales claros de labradorita en una matriz oscura de grano fino a medio de magnetita, ilmenita, olivino y espinela hercinita. Los acumulados de magnetita e ilmenita también son comunes en las intrusiones estratificadas y estos minerales pueden representar hasta el 70 por ciento del volumen de la roca, lo que contribuye a su alta densidad y magnetismo. La orientación preferida de los cristales de plagioclasa le da a la roca una laminación.
La roca es parte del subterráneo Esmond-Dedham con una edad incierta que varía ampliamente desde el Proterozoico tardío hasta alrededor del Devónico. La datación con He-Magnetita sugiere una edad improbable de 1,5 Ga. Dada su composición química y la presencia de inclusiones de un gabro cercano, los expertos creen que la roca es del Paleozoico medio.